# بريان د. وايت
بريان د. وايت (بالإنجليزية: Bryan D. White)‏ هو سياسي بريطاني، ولد في 9 فبراير 1936، وتوفي في 12 مايو 2017.